# Teorija rekapitulacije
Teorija rekapitulacije pravi, da je ontogeneza kratka rekapitulacija (ponovitev) filogeneze. Prvi jo je predstavil nemški zoolog Ernst Haeckel leta 1866. Predlagal je, da embrionalni razvoj posameznega organizma ponovitev zgodovinskega (evolucijskega) razvoja vrste. Od začetka 20. stoletja je ta teorija ovržena. Velik vpliv je imela na ameriškega psihologa Stanleya Halla.